# 로레타 영
로레타 영(영어: Loretta Young, 본명: 그레천 영, 본명 영어: Gretchen Young, 1913년 1월 6일 ~ 2000년 8월 12일)은 미국의 배우이다.
아역 배우로 활동을 시작해 다수 작품에서 다양한 모습을 보여주었다. 1947년 영화 《농부의 딸》을 통해 아카데미 여우주연상을 수상했으며, 1949년 영화 《컴 투 더 스테이블》을 통해 여우주연상 후보에 한 번 더 오르게 되었다. 영화 외 활동으로는 1953년부터 1961년까지 《로레타 영 쇼》라는 텔레비전 옴니버스 드라마 시리즈를 진행하면서 에미상을 3회 수상하였다. 또, 1986년 TV 영화 《크리스마스 이브》를 통해서 골든 글로브상을 수상하기도 했다. 로스앤젤레스에서 난소암으로 사망했다.

## 출연 작품
- 쇼 걸 인 헐리우드 (1930)
- 플래티넘 블론드 (1931)
- 야성의 부름 (1935)
- 라모나 (1936) - 라모나 역
- 이방인 (1946)
- 농부의 딸 (1947)
- 주교의 부인 (1947)
- 컴 투 더 스테이블 (1949)